# Dusona stramineipes
Dusona stramineipes là một loài tò vò trong họ Ichneumonidae.